# Mariusz Mężyk
Mariusz Mężyk (ur. 2 września 1983 w Nowym Sączu) – polski piłkarz występujący na pozycji napastnika.

## Życiorys
Jego poprzednie kluby to: Dunajec Nowy Sącz, Glinik/Karpatia Gorlice, Pogoń Staszów, KSZO Ostrowiec Świętokrzyski, Tłoki Gorzyce, Sandecja Nowy Sącz, ŁKS Łódź, Polonia Bytom i Kolejarz Stróże.
W sezonie 2007/2008 zadebiutował w ekstraklasie, gdyż Polonia Bytom z 3. miejsca awansowała do Orange Ekstraklasy. W minionych rozgrywkach 23-letni napastnik zdobył 13 bramek, czym bardzo przyczynił się do tego awansu.
Przed sezonem 2007/2008 prasa szeroko opisywała pogłoski o rychło nadchodzącym odejściu Mężyka z Polonii Bytom (kończył mu się klubowy kontrakt, więc po jego wygaśnięciu mógł odejść za darmo do innego klubu), swój akces zgłosiła Odra Wodzisław Śląski, drugoligowa Polonia Warszawa (oba te kluby interesowały się utalentowanym napastnikiem już po rundzie jesiennej sezonu 2006/2007, jednak wówczas z transferu nic nie wyszło), piłkarz był także w luźnej sferze zainteresowań krakowskiej Wisły. W sezonie 2008/2009 Mężyk miał być zawodnikiem Kolejarza Stróże, jednak w ostatniej chwili zdecydował się na powrót do rodzinnego miasta i grę w Sandecji Nowy Sącz. W meczu z Pelikanem Łowicz doznał kontuzji i pauzował do końca sezonu.